# 花岡すみれ
花岡 すみれ（はなおか すみれ、2003年〈平成15年〉11月9日 - ）は、日本の女優。長野県松本市出身。レプロエンタテインメント所属。

## 経歴
デビューのきっかけは、小学校5年生の時に地元の長野・松本でのお祭りでスカウトされたこと。
中学卒業までは、東京まで3時間かけてバスでワークショップやオーディションに通っており、高校進学を機に上京し、寮生活を体験。
2019年4月 - 6月、MBS『カカフカカ -こじらせ大人のシェアハウス-』でテレビドラマ初出演。
2024年5月3日公開の映画『水深ゼロメートルから』で、2021年11月の舞台に引き続き、メインキャスト4名のうちのユイ役で出演。

## 人物
- 趣味はギター、絵を描くこと、殺陣[3]。読書、フィルムカメラ、イラスト、お笑いも好き[4]。
- 特技はエレキギター[3]。
- 好きな食べ物は蜂蜜、トマト、竹輪で、嫌いな食べ物はない[2]。
- 好きなタイプは、言動が想像を超えてくる人[2]。
- 好きな言葉は、「人生は手に入れたもので築きあげるものよ。手に入れ損なったもので測っちゃ駄目」（ケイト・モートンの小説『忘れられた花園』の中の一節）[2]。
- 憧れの人は、二階堂ふみで演技の力強さや存在感に憧れている[2]。
- 姉の大学進学や親の仕事のタイミングもあり、松本の家を引き払い、家族で東京での生活を始めている[6]。

## 出演

### テレビドラマ
- カカフカカ -こじらせ大人のシェアハウス-（2019年4月25日 - 6月28日、MBS） - 寺田亜希（中学時代） 役[2]
- 俺の話は長い（2019年10月12日 - 12月14日、日本テレビ） - 諸角明美 役[9]
- マリーミー!（2020年10月4日 - 12月6日、朝日放送テレビ）[2]
- ボイスII 110緊急指令室 第2話 - 第3話（2021年7月17日 - 7月24日、日本テレビ）- 武井薫 役[10]
- 連続テレビ小説 ちむどんどん 第96回（2022年8月22日、NHK総合） - 大城智子 役[11][12][注 1]
- ZIP!朝ドラマ クレッシェンドで進め（2022年10月17日 - 12月16日、日本テレビ） - 竹内 役[13][11]
- アイドル誕生 輝け昭和歌謡（2023年12月1日、NHK BSプレミアム4K / 2024年1月2日、NHK BS）- 清水由貴子 役[14]
- 素晴らしき哉、先生!（2024年8月18日 - 10月6日、朝日放送テレビ・テレビ朝日） - 清田さくら 役[15][16][17]
- 御上先生（2025年1月19日 - 3月23日、TBS） - 遠田祥子 役[18][19]

### 映画
- ザ・ファブル 殺さない殺し屋（2021年6月18日、松竹）[20]
- マイ・ダディ（2021年9月23日、金井純一監督、イオンエンターテイメント）[21]
- 水深ゼロメートルから（2024年5月3日[注 2]、SPOTTED PRODUCTIONS） - ユイ 役[7]
- 違国日記（2024年6月7日、東京テアトル / ショウゲート） - えみりの交際相手 役[22][23]

### 舞台
- 水深ゼロメートルから（2021年11月3日 - 7日、「劇」小劇場） -　ユイ 役[8]
- イノセント・ピープル〜原爆を作った男たちの65年〜（2024年3月16日 - 24日、東京芸術劇場 シアターウエスト）[24]

### 劇場アニメ
- 劇場版 アイカツプラネット! (2022年7月15日、東映) -　堂場涼香 役[25]

### CM
- 「ポッキー/江崎グリコ」お泊まり編（2019年9月3日 - )[26]、WEBCM「ポッキー/江崎グリコ」バレンタイン編・おでかけ編[6]。